# Союз Рабоче-крестьянских советов «Молот и серп»
Союз Рабоче-крестьянских советов «Молот и серп» (Rewolucyjne Rady Robotniczo-Chłopskie «Młot i Sierp») — это подпольная организация, которая была создана осенью 1940 года коммунистами Варшавы и Варшавского воеводства. Организация действовала в 1940 — 1941 годы на территории Польши, оккупированной Третьим рейхом.

## История
Организация была создана осенью 1940 года в Варшаве на базе группы, созданной бывшими членами профсоюза транспортников. После установления контактов и переговоров с другими коммунистическими группами и ячейками состоялась конференция, на которой было утверждено название организации («Молот и серп») и избрано руководство — Центральный комитет.
Руководителями организации стали члены распущенной КПП Станислав Заёнц, Казимеж Катц, Стефан Ендра, Антоний Пароль и Тадеуш Канопка.
Осенью 1940 года в состав организации вошли подпольные группы, действовавшие под руководством Юлиана Вечорека и Мариана Кубицкого в северной части Варшавского воеводства.
Несколько позже в состав организации вошли несколько антифашистских групп, созданных рабочими Варшавы, в том числе группа железнодорожников варшавских мастерских в районе Брудно, трамвайщики из депо на улице Кавенчинской и др.
В декабре 1940 года в состав организации вошли несколько групп польских коммунистов из «Общества друзей СССР» («сторонники организованного действия»).
В начале 1941 года в руководстве организации произошли некоторые изменения:
- в состав Центрального комитета входили: Юлиан Вечорек, Мариан Кубицкий, Эдмунд Петрушевский
- в состав Варшавского комитета вошли Антони Пароль, Исидор Грущинский, Стефан Ендра и ещё несколько активистов.

В 1941 году «Молот и серп» являлся самой массовой организацией польских коммунистов, деятельность организации распространялась на Варшаву, её пригороды и окрестности; часть Варшавского воеводства; Келецкое, Люблинское, Жешовское воеводства (Козенецкий, Пулавский, Плоцкий, Серпцкий, Гостынинский, Плоньский, Тарнобжегский, Жешувский, Келецкий, Енджеевский и Влошчовский повяты) и Верхнюю Силезию (сильная группа имелась в городе Катовице). В Плоцке организацию возглавлял Теодор Куфель, будущий начальник военной контрразведки ПНР.
Организация выпускала листовки, а с начала 1941 года — еженедельник «Молот и серп» («Młot i Sierp»). Также в начале 1941 года была издана программная брошюра — «Что сеять, чтобы собрать большой урожай».
Кроме того, организация занималась подготовкой кадров, а весной 1941 года была создана «Красная милиция» («Czerwoną Milicję») — общей численностью до 1000 человек, из них 200 в Варшаве.
Организация имела устойчивые связи с группой «Barykada Wolności», созданной активистами левого крыла ППС (именно эта группа выпускала журнал «Баррикады») и варшавским гетто.
В июне-июле 1941 года гестапо нанесло серьёзный удар по организации, в результате серии облав и массовых арестов был уничтожен «Звензек рад роботничо-хлопских», а затем были арестованы несколько членов ЦК (Юлиан Вечорек, Эдмунд Петрушевский, командир боевых отрядов «Красной милиции» Мариан Кубицкий и др.) и многие активисты подполья.
После образования в январе 1942 года Польской рабочей партии, активисты организации вошли в её состав.